# Janny Sikazwe
Janny Sikazwe, född 26 maj 1979 i Kapiri Mposhi, är en zambisk fotbollsdomare. Han har dömt två VM och sex Afrikanska mästerskap.

## Karriär
Sikazwe har varit en Fifa-domare sedan 2007. I januari 2012 valdes han för första gången av Caf som domare till Afrikanska mästerskapet 2012. Sikazwe dömde en gruppspelsmatch mellan Niger och Tunisien. I januari 2013 blev han för andra gången uttagen att döma Afrikanska mästerskapet. Sikazwe dömde återigen en gruppspelsmatch, denna gång mellan Marocko och Kap Verde.
I januari 2015 blev Sikazwe för tredje gången uttagen att döma Afrikanska mästerskapet. Han dömde en gruppspelsmatch och en kvartsfinal samt var fjärdedomare i finalen. I oktober 2015 valdes Sikazwe av Fifa att döma U17-VM 2015 i Chile, där han dömde två gruppspelsmatcher och en kvartsfinal. I december 2016 dömde Sikazwe finalen i klubblags-VM 2016 mellan Real Madrid och Kashima Antlers. Han blev då den första afrikanen på 18 år att döma en final i ett mästerskap arrangerat av Fifa efter att marockanen Said Belqola dömde VM-finalen 1998.
I januari 2017 blev Sikazwe för fjärde gången uttagen att döma Afrikanska mästerskapet. Han dömde två gruppspelsmatcher, en kvartsfinal samt finalen mellan Egypten och Kamerun. I april 2017 blev Sikazwe vald av Fifa att döma U20-VM 2017 i Sydkorea, där han dömde en gruppspelsmatch och en åttondelsfinal. I mars 2018 valdes Sikazwe av Fifa till att döma VM 2018 i Ryssland. Han dömde två gruppspelsmatcher, mellan Belgien och Panama samt mellan Japan och Polen. I juni 2019 blev Sikazwe för femte gången uttagen att döma Afrikanska mästerskapet, där han dömde en gruppspelsmatch och en åttondelsfinal.
I januari 2022 dömde Sikazwe sitt sjätte Afrikanska mästerskap. Han dömde gruppspelsmatchen mellan Tunisien och Mali och väckte uppmärksamhet efter att blåst av matchen två gånger för tidigt. Det framkom i efterhand att Sikazwe drabbats av värmeslag under matchen, vilket var anledningen till hans felaktiga domslut. I maj 2022 meddelade Fifa att Sikazwe valts som en av 36 huvuddomare till VM 2022 i Qatar, vilket blev hans andra VM.

## Mästerskapsmatcher
Afrikanska mästerskapet 2012 i Ekvatorialguinea och Gabon
| Datum           | Match            | Spelort    | Omgång    |
| --------------- | ---------------- | ---------- | --------- |
| 27 januari 2012 | Niger – Tunisien | Libreville | Gruppspel |

Afrikanska mästerskapet 2013 i Sydafrika
| Datum           | Match               | Spelort | Omgång    |
| --------------- | ------------------- | ------- | --------- |
| 23 januari 2013 | Marocko – Kap Verde | Durban  | Gruppspel |

Afrikanska mästerskapet 2015 i Ekvatorialguinea
| Datum           | Match          | Spelort | Omgång      |
| --------------- | -------------- | ------- | ----------- |
| 20 januari 2015 | Mali – Kamerun | Malabo  | Gruppspel   |
| 1 februari 2015 | Ghana – Guinea | Malabo  | Kvartsfinal |

U17-VM 2015 i Chile
| Datum           | Match                | Spelort    | Omgång      |
| --------------- | -------------------- | ---------- | ----------- |
| 21 oktober 2015 | Australien – Mexiko  | Chillán    | Gruppspel   |
| 25 oktober 2015 | Frankrike – Syrien   | Concepción | Gruppspel   |
| 2 november 2015 | Belgien – Costa Rica | Concepción | Kvartsfinal |

Afrikanska mästerskapet 2017 i Gabon
| Datum           | Match                            | Spelort     | Omgång      |
| --------------- | -------------------------------- | ----------- | ----------- |
| 14 januari 2017 | Burkina Faso – Kamerun           | Libreville  | Gruppspel   |
| 20 januari 2017 | Elfenbenskusten – Kongo-Kinshasa | Oyem        | Gruppspel   |
| 28 januari 2017 | Senegal – Kamerun                | Franceville | Kvartsfinal |
| 5 februari 2017 | Kamerun – Egypten                | Libreville  | Final       |

U20-VM 2017 i Sydkorea
| Datum       | Match                  | Spelort | Omgång         |
| ----------- | ---------------------- | ------- | -------------- |
| 23 maj 2017 | Mexiko – Tyskland      | Daejeon | Gruppspel      |
| 31 maj 2017 | Uruguay – Saudiarabien | Suwon   | Åttondelsfinal |

VM 2018 i Ryssland
| Datum        | Match            | Spelort   | Omgång    |
| ------------ | ---------------- | --------- | --------- |
| 18 juni 2018 | Belgien – Panama | Sotji     | Gruppspel |
| 28 juni 2018 | Japan – Polen    | Volgograd | Gruppspel |

Afrikanska mästerskapet 2019 i Egypten
| Datum        | Match                  | Spelort | Omgång         |
| ------------ | ---------------------- | ------- | -------------- |
| 27 juni 2019 | Senegal – Algeriet     | Kairo   | Gruppspel      |
| 8 juli 2019  | Mali – Elfenbenskusten | Suez    | Åttondelsfinal |

Arabiska mästerskapet 2021 i Qatar
| Datum            | Match                          | Spelort | Omgång    |
| ---------------- | ------------------------------ | ------- | --------- |
| 30 november 2021 | Förenade arabemiraten – Syrien | Doha    | Gruppspel |
| 3 december 2021  | Bahrain – Irak                 | Doha    | Gruppspel |

Afrikanska mästerskapet 2021 i Kamerun
| Datum           | Match           | Spelort | Omgång    |
| --------------- | --------------- | ------- | --------- |
| 12 januari 2022 | Tunisien – Mali | Limbe   | Gruppspel |

VM 2022 i Qatar
| Datum            | Match            | Spelort | Omgång    |
| ---------------- | ---------------- | ------- | --------- |
| 23 november 2022 | Belgien – Kanada | Doha    | Gruppspel |